# Conditionering (psychologie)
Conditionering is in de leerpsychologie een verzamelterm voor leerprocessen waardoor een organisme zich aanpast aan de omgeving. Geconditioneerd gedrag verwijst naar gedrag dat in functie staat van omgevingscondities.

## Beschrijving
De term conditionering stamt uit de eerste helft van de 20e eeuw en vormt een kernbegrip in het behaviorisme. Aanvankelijk stond het synoniem voor klassieke conditionering (ook "respondente conditionering") van Ivan Pavlov. Later werd de operante conditionering belangrijker, vooral onder invloed van Burrhus Skinner. Desondanks wordt conditionering vaak nog gelijkgesteld met "S-R-leren": een stimulus lokt automatisch een bepaalde reactie uit, wat foutief is en enkel klassieke conditionering is. Later werden nog verfijningen uitgewerkt zoals verbale conditionering, hogere-orde-conditionering en relational framing.
Een andere vorm van conditionering is love bombing.